# Biatlon na Zimních olympijských hrách 1960
Biatlon na Zimních olympijských hrách 1960 probíhal na stadionu McKinney Creek Stadium a v jeho okolí v Tahomě.

## Medailové pořadí zemí
| Pořadí | Země                | Zlato | Stříbro | Bronz | Celkově |
| ------ | ------------------- | ----- | ------- | ----- | ------- |
| 1      | Švédsko (SWE)       | 1     | 0       | 0     | 1       |
| 2      | Finsko (FIN)        | 0     | 1       | 0     | 1       |
| 3      | Sovětský svaz (URS) | 0     | 0       | 1     | 1       |
|        | Celkem              | 1     | 1       | 1     | 3       |

## Medailisté

### Muži
| Disciplína         | Zlato                          | Výkon     | Stříbro                        | Výkon     | Bronz                                   | Výkon     |
| ------------------ | ------------------------------ | --------- | ------------------------------ | --------- | --------------------------------------- | --------- |
| vytrvalostní závod | Klas Lestander · Švédsko (SWE) | 1:33:21,6 | Antti Tyrväinen · Finsko (FIN) | 1:33:57,7 | Alexandr Privalov · Sovětský svaz (URS) | 1:34:54,2 |